# Pomnik Aloisa Jiráska w Hronovie
Pomnik Aloisa Jiráska w Hronovie – zabytkowy pomnik w Czechach, w miejscowości Hronov.
Realistyczny pomnik figuralny autorstwa Josefa Malejovský'ego jest pamiątką po znanym czeskim pisarzu Aloisie Jirásku. 
Podstawa posągu składa się z ośmiu płyt wykonanych z polerowanego granitu. Na środku ustawiony jest granitowy postument w kształcie piramidy ze ściętym czubkiem. Na przedniej stronie postumentu znajduje się napis ALOIS JIRÁSEK a w prawym dolnym rogu widnieje sygnatura autora J. Malejovský. Posąg odlany z brązu o wysokości 3 m przedstawia pisarza w kapeluszu, ubranego w długi płaszcz, z lekko pochyloną głową. W lewej ręce trzyma przy biodrze książkę, a prawą opiera się na lasce. Lewą stopę kieruję w stronę domu, miejsca swojego urodzenia.